# Joel Gerezgiher
Joel Gerezgiher (Frankfurt am Main, 9 oktober 1995) is een Duitse profvoetballer van Eritrese afkomst die bij voorkeur als aanvallende middenvelder speelt. Sinds 2014 speelt hij voor Bundesligaclub Eintracht Frankfurt.

## Carrière
Gerezgiher begon zijn carrière in 2001 bij SV Niederusel. In 2008 maakte hij de overstap naar de jeugdopleiding van profclub FSV Frankfurt. Na 4 jaar voor deze club te hebben gevoetbald, maakte hij op 1 juli 2012 de overstap naar de jeugdopleiding van Bundesligaclub Eintracht Frankfurt.
In het seizoen 2014/15 maakte hij de definitieve overstap naar het eerste elftal van de club. Wegens blessures kon hij dat seizoen echter niet zijn debuut voor het team maken. In maart 2015 verlengde Gerezgiher zijn contract tot 30 juni 2018. Op 8 augustus 2015 wist hij zijn debuut te maken in de DFB-Pokal wedstrijd tegen Bremer SV. Zijn competitiedebuut in de Bundesliga maakte hij op 16 augustus tegen VfL Wolfsburg, een wedstrijd die met 2-1 verloren ging.
Medio januari 2016 werd Gerezgiher voor anderhalf jaar, zonder optie tot koop, verhuurd aan stadsgenoot FSV Frankfurt dat uitkomt in de 2. Bundesliga. Voor deze club kwam Gerezgiher eerder in de jeugd uit van 2008 tot 2012.

## Clubstatistieken
| Seizoen                    | Club                       |                            | Competitie                 | Competitie | Competitie | Beker | Beker | Internationaal | Internationaal | Overig | Overig | Totaal | Totaal |
| Seizoen                    | Club                       | Wed.                       | Competitie                 | Dlp.       | Wed.       | Dlp.  | Wed.  | Dlp.           | Wed.           | Dlp.   | Wed.   | Dlp.   |        |
| -------------------------- | -------------------------- | -------------------------- | -------------------------- | ---------- | ---------- | ----- | ----- | -------------- | -------------- | ------ | ------ | ------ | ------ |
| 2015/16                    | Eintracht Frankfurt        | Vlag van Duitsland         | Bundesliga                 | 3          | 0          | 1     | 0     | -              | -              | -      | -      | 4      | 0      |
| Totaal Eintracht Frankfurt | Totaal Eintracht Frankfurt | Totaal Eintracht Frankfurt | Totaal Eintracht Frankfurt | 3          | 0          | 1     | 0     | -              | -              | -      | -      | 4      | 0      |
| 2015/16                    | → FSV Frankfurt            | Vlag van Duitsland         | 2. Bundesliga              | 2          | 0          | 0     | 0     | -              | -              | -      | -      | 0      | 0      |
| Totaal FSV Frankfurt       | Totaal FSV Frankfurt       | Totaal FSV Frankfurt       | Totaal FSV Frankfurt       | 2          | 0          | 0     | 0     | -              | -              | -      | -      | 2      | 0      |
| Totaal                     | Totaal                     | Totaal                     | Totaal                     | 5          | 0          | 1     | 0     | -              | -              | -      | -      | 6      | 0      |

Bijgewerkt t/m 29 juni 2016